# Ceratonereis gorbunovi
Ceratonereis gorbunovi är en ringmaskart som först beskrevs av Uschakov 1950.  Ceratonereis gorbunovi ingår i släktet Ceratonereis och familjen Nereididae. Inga underarter finns listade i Catalogue of Life.